# Illuminazione nel buddismo
Il termine illuminazione è la traduzione occidentale di vari termini buddisti, in particolare bodhi e vimutti. Il sostantivo astratto Bodhi ( /b oʊ D I /; sanscrito: बोधि, pali: Bodhi), significa la conoscenza o la saggezza, o intelletto risvegliato, di un Buddha. La radice verbale budh- significa "risvegliare" e il suo significato letterale è più vicino al risveglio. Sebbene il termine buddhi sia usato anche in altre filosofie e tradizioni indiane, il suo uso più comune è nel contesto del buddismo. Vimukti è la libertà o lo svincolo dalle catene e dagli ostacoli.

## Storia
Il termine "illuminazione" è stato reso popolare nel mondo occidentale attraverso le traduzioni del XIX secolo del filologo di origine tedesca Max Müller. Ha la connotazione occidentale di visione generale della verità o realtà trascendentale. Il termine viene anche usato per tradurre molti altri termini e concetti buddisti, che sono usati per denotare l'intuizione (prajna (sanscrito), wu (cinese), kensho e satori (giapponese)), conoscenza (vidya) lo "spegnimento" (Nirvana) di emozioni e desideri disturbanti e il raggiungimento della Buddità suprema (samyak sam bodhi), come esemplificato da Gautama Buddha.
Non è noto cosa abbia costituito esattamente il risveglio del Buddha. Probabilmente potrebbe aver implicato la conoscenza che la liberazione è stata ottenuta dalla combinazione di presenza mentale e dhyāna, applicata alla comprensione del sorgere e della cessazione del desiderio. La relazione tra dhyana e intuizione è un problema centrale nello studio del buddismo ed è uno dei fondamenti della pratica buddista.
Nel mondo occidentale, il concetto di illuminazione (spirituale) ha assunto un significato romantico. È diventato sinonimo di autorealizzazione e di "vero sé e falso sé", essendo considerato un'essenza sostanziale coperta dal condizionamento sociale.

## Etimologia
Bodhi, sanscrito: बोधि, "risveglio", "conoscenza perfetta", "perfetta conoscenza o saggezza (per mezzo della quale un uomo diventa un बुद्ध [Buddha  o जिन [ jina, arahant; "vittorioso", "vincitore"], l'intelletto illuminato (di un Buddha o जिन)."
È un sostantivo astratto, formato dalla radice verbale *budh-, sanscrito बुध, "risvegliarsi, conoscere", "svegliarsi essere svegli," "per recuperare coscienza (dopo uno svenimento)," "osservare, prestare attenzione".
Corrisponde ai verbi bujjhati (pāli) e bodhati, बोदति, "divenire o essere consapevoli, percepire, imparare, conoscere, comprendere, svegliarsi" o budhyate (sanscrito).
Il sostantivo sanscrito femminile di *budh- è बुद्धि, buddhi, "prescienza, intuizione, percezione, punto di vista".